# Doctor Ajbolit
Doctor Ajbolit (russisk: Доктор Айболит) er en sovjetisk film fra 1938 af Vladimir Nemoljaev.

## Medvirkende
- Maksim Shtraukh som Dr. Ajbolit
- Anna Semjonovna som Varvara
- Igor Arkadin som Benalis
- Jevgenij Gurov
- Aleksandr Timontajev